# زهرة أحمدي
زهرة أحمدي (بالإنجليزية: Zahra Ahmadi)‏ هي ممثلة بريطانية، ولدت في 1981 في بليموث في المملكة المتحدة.

## أعمال

### أفلام
- (2010) تامارا درو[3][4]

## وصلات خارجية
- زهرة أحمدي على موقع IMDb (الإنجليزية)
- زهرة أحمدي على موقع قاعدة بيانات الفيلم (الإنجليزية)